# チャズマ
チャズマ（クロアチア語: Čazma）はクロアチア、ビェロヴァル＝ビロゴラ郡の町および基礎自治体で、モスラヴィナ地方(Moslavina)に含まれている。

## 地勢
チャズマはザグレブの南東60km、郡都ビェロヴァルからは30kmの場所にある。チャズマはモスラヴァチュカ・ゴラ(Moslavačka gora)の傾斜地に位置し周辺は肥沃な低地が広がっている。チェスマ川(Česma)が町の東側を流れ、小規模なグロゴヴニツァ川(Glogovnica)が近くで流れ込む。

## 歴史
チャズマはクロアチアの中でも古い歴史がある町の一つで、1094年にハンガリーの国王ラースロー1世がチャズマの領有権をザグレブの司教に与えたことが言及されている。1226年はチャズマが成立した年して言及され、スティエパン2世バボニチ(Stjepan II Babonić)が教会区を設立しドミニコ会修道院が建てられた。今日では、歴史的な価値が高いことで知られるマグダラの聖マリア教会(Saint Mary Magdalene)として知られている。教会は800年の町の歴史を、唯一保存している存在である。クロアチア北部では珍しい、ローマ建築でザグレブ大聖堂と同様に価値があるものとされる。教会のオルガンは1767年に作られ、クロアチアではもっとも美しいとされる。1552年にオスマン帝国に支配されサンジャクが設立された。クロアチア人バンであるトマ・バカチュ・エルデディ(Toma Bakač Erdedi)率いる軍に解放される1606年までの54年間、その支配下にあった。

## 経済
中小規模の企業を基盤とした1次産品からの製造業を基盤としている。農産品の加工と共にサービス業や観光業の開発も行われている。

## 人口
2001年の国勢調査による人口は8,895人である。
| 統計年 | 人口     | クロアチア人      | セルビア人      | ユーゴスラビア人 | その他        |
| ------ | -------- | ----------------- | --------------- | ---------------- | ------------- |
| 1991年 | 15,263人 | 13,897人 (91.05%) | 685人 (4.48%)   | 234人 (1.53%)    | 447人 (2.92%) |
| 1981年 | 16,632人 | 14,703人 (88.40%) | 779人 (4.68%)   | 884人 (5.31%)    | 266人 (1.59%) |
| 1971年 | 18,487人 | 17,013人 (92.02%) | 1,116人 (6.03%) | 168人 (0.90%)    | 190人 (1.02%) |

## 地区
Andigola, Bojana, Bosiljevo, Cerina, Čazma, Dapci, Dereza, Donji Draganec, Donji Dragičevci, Donji Lipovčani, Donji Miklouš, Gornji Draganec, Gornji Dragičevci, Gornji Lipovčani, Gornji Miklouš, Grabik, Grabovnica, Komuševac, Marčani, Martinac, Milaševac, Novo Selo, Općevac, Palančani, Pavličani, Pobjenik, Pobrđani, Prnjarovac, Prokljuvani, Sišćani, Sovari, Suhaja, Vagovina, Vrtlinska, Vučani i Zdenčec.